# Harlan County, U.S.A.
Pour plus de détails, voir Fiche technique et Distribution.
Harlan County, U.S.A. est un film documentaire américain réalisé par Barbara Kopple, sorti en 1976. Il obtint l'Oscar du meilleur film documentaire. 

## Synopsis
La narration des 13 mois de grève des 180 mineurs de Brookside dans le Comté de Harlan (Kentucky).

## Fiche technique
- Titre : Harlan County, U.S.A.
- Réalisation : Barbara Kopple
- Production : Barbara Kopple
- Musique : Hazel Dickens, Merle Travis et David Morris
- Photographie : Kevin Keating et Hart Perry
- Montage : Nancy Baker, Mirra Bank, Lora Hays et Mary Lampson
- Société de production : Cabin Creek
- Société de distribution : First Run Features (en)
- Pays d'origine :  États-Unis
- Langue : anglais
- Format : Couleurs - Mono - 16 mm gonflé en 35 mm
- Genre : Documentaire
- Durée : 103 minutes
- Sortie : 15 octobre 1976 (New York Film Festival)

## Interprètes
- Les mineurs de Brookside et leur famille, des dirigeants syndicaux.

## Distinction
- Oscar du meilleur film documentaire en 1977.

## Autour du film
- En 1973, les mineurs de Brookside, dans le comté de Harlan (Kentucky), adhèrent au syndicat U.M.W.A.. Leurs patrons refusent de signer une convention collective. Débute alors une grève de treize mois, qui s'achève sur une victoire très fragile des ouvriers-mineurs. Pendant la durée du conflit, Barbara Kopple a filmé les grévistes, l'entrée des femmes dans la lutte, les vieux mineurs atteints de silicose. « Ce documentaire exceptionnel donne une image de l'Amérique fort différente de celle, médiatisée, mythifiée à laquelle nous sommes habitués. »[1] Mais, on y découvre aussi « une authentique culture populaire, dans ses chansons, sa mémoire collective, son invention de formes nouvelles du "vivre ensemble". »[2]